# Robertsport
Robertsport is de hoofdplaats van de Liberiaanse county Grand Cape Mount.
Bij de volkstelling van 2008 telde Robertsport 3933 inwoners.
Robertsport is vernoemd naar Joseph Jenkins Roberts, de eerste president van Liberia.